# Gercy
Gercy település Franciaországban, Aisne megyében. Lakosainak száma 258 fő (2022. január 1.). Gercy Fontaine-lès-Vervins, Gronard, Hary, Saint-Gobert, Saint-Pierre-lès-Franqueville, Vervins és Voulpaix községekkel határos.

## Népesség
A település népességének változása:
| Lakosok száma | 349  | 291  | 315  | 304  | 292  | 290  | 277  | 271  | 262  | 258  |
|               | 1968 | 1982 | 1999 | 2006 | 2011 | 2015 | 2017 | 2018 | 2020 | 2022 |